# Česko na Halovém mistrovství světa v atletice 1997
Halového MS v atletice 1997 se ve dnech 7. – 9. března účastnilo 18 českých atletů (9 mužů a 9 žen). Šampionát probíhal v pařížské hale Palais Omnisports, kde se uskutečnily v roce 1985 světové halové hry, které byly předchůdcem halového MS. To se následně konalo o dva roky později v Indianapolisu.
Čeští reprezentanti vybojovali tři cenné kovy. Nejcennější medaili získal vícebojař Robert Změlík, který se stal halovým mistrem světa v sedmiboji. Bronzovou medaili vybojovala Helena Fuchsová v běhu na 400 metrů a trojskokanka Šárka Kašpárková. Těsně pod stupni vítězů, na 4. místě ve finále doběhla ženská štafeta v závodě na 4×400 metrů. V rozběhu i ve finále Češky běžely v sestavě Naděžda Koštovalová, Ludmila Formanová, Helena Fuchsová a Hana Benešová.

## Výsledky

### Muži
| Atlet         | Disciplína    | Kvalifikace | Kvalifikace | Rozběh  | Rozběh   | Semifinále  | Semifinále  | Finále      | Finále      |
| Atlet         | Disciplína    | Výkon       | Umístění    | Výkon   | Umístění | Výkon       | Umístění    | Výkon       | Umístění    |
| ------------- | ------------- | ----------- | ----------- | ------- | -------- | ----------- | ----------- | ----------- | ----------- |
| Ivo Krsek     | 60 m          |             |             | 6,77 s  | 30.      | nepostoupil | nepostoupil | –           | –           |
| Ivan Šlehobr  | 60 m          |             |             | 6,75 s  | 25. =    | nepostoupil | nepostoupil | –           | –           |
| Ivan Šlehobr  | 200 m         |             |             | 21,17 s | 14.      | 21,61 s     | 12. =       | nepostoupil | nepostoupil |
| Roman Oravec  | 800 m         |             |             | 1:51,33 | 19.      | nepostoupil | nepostoupil | –           | –           |
| Pavel Soukup  | 800 m         |             |             | 1:48,54 | 2.       | 1:48,73     | 10.         | nepostoupil | nepostoupil |
| Jan Janků     | Skok do výšky | 2,20 m      | 11. = (A)   |         |          |             |             | nepostoupil | nepostoupil |
| Svatoslav Ton | Skok do výšky | 2,24 m      | 9. (B)      |         |          |             |             | nepostoupil | nepostoupil |
| Miroslav Menc | Vrh koulí     | 20,01 m     | 3. (B)      |         |          |             |             | 19,66 m     | 9.          |

Sedmiboj
| Tomáš Dvořák  | Sedmiboj    |          |      |          |
| Tomáš Dvořák  | Disciplína  | Výsledek | Body | Umístění |
| ------------- | ----------- | -------- | ---- | -------- |
|               | Běh na 60 m | 6,99 s   | 886  | 4.       |
| Skok daleký   | 7,69 m      | 982      | 1.   |          |
| Vrh koulí     | 16,25 m     | 867      | 2.   |          |
| Skok do výšky | 1,92 m      | 731      | 9.   |          |
| 60 m přek.    | 7,87 s      | 1 015    | 2.   |          |
| Skok o tyči   | DNS         | –        |      |          |
| Běh na 1000 m |             |          |      |          |
| Celkově       |             |          | DNF  | –        |

| Robert Změlík | Sedmiboj    |          |       |               |
| Robert Změlík | Disciplína  | Výsledek | Body  | Umístění      |
| ------------- | ----------- | -------- | ----- | ------------- |
|               | Běh na 60 m | 7,00 s   | 882   | 5.            |
| Skok daleký   | 7,53 m      | 942      | 4.    |               |
| Vrh koulí     | 14,51 m     | 760      | 6.    |               |
| Skok do výšky | 2,01 m      | 813      | 5. =  |               |
| 60 m přek.    | 7,88 s      | 1 012    | 3.    |               |
| Skok o tyči   | 5,20 m      | 972      | 3.    |               |
| Běh na 1000 m | 2:42,41     | 847      | 2.    |               |
| Celkově       |             |          | 6 228 | Zlatá medaile |

### Ženy
| Atletka                                                             | Disciplína    | Kvalifikace | Kvalifikace | Rozběh  | Rozběh   | Semifinále | Semifinále | Finále       | Finále           |
| Atletka                                                             | Disciplína    | Výkon       | Umístění    | Výkon   | Umístění | Výkon      | Umístění   | Výkon        | Umístění         |
| ------------------------------------------------------------------- | ------------- | ----------- | ----------- | ------- | -------- | ---------- | ---------- | ------------ | ---------------- |
| Erika Suchovská                                                     | 200 m         |             |             | 23,80 s | 17.      | 23,63 s    | 11.        | nepostoupila | nepostoupila     |
| Hana Benešová                                                       | 400 m         |             |             | 52,94 s | 11.      | 52,75 s    | 8.         | nepostoupila | nepostoupila     |
| Helena Fuchsová                                                     | 400 m         |             |             | 52,69 s | 7.       | 52,43 s    | 6.         | 52,04 s      | Bronzová medaile |
| Ludmila Formanová                                                   | 800 m         |             |             | 2:00,04 | 3.       | 2:03,23    | 8.         | nepostoupila | nepostoupila     |
| Naděžda Koštovalová Ludmila Formanová Helena Fuchsová Hana Benešová | 4 × 400 m     | 3:31,23     | 3.          |         |          |            |            | 3:28,47      | 4.               |
| Zuzana Kováčiková                                                   | Skok do výšky | 1,90 m      | 7. (A)      |         |          |            |            | nepostoupila | nepostoupila     |
| Daniela Bártová                                                     | Skok o tyči   | 4,10 m      | 1. (A)      |         |          |            |            | 4,20 m       | 5.               |
| Šárka Mládková                                                      | Skok o tyči   | 3,70 m      | 10. (B)     |         |          |            |            | nepostoupila | nepostoupila     |
| Šárka Kašpárková                                                    | Trojskok      | 14,37 m     | 2.          |         |          |            |            | 14,66 m      | Bronzová medaile |